# Джанотти, Фабиола
Фабио́ла Джано́тти (итал. Fabiola Gianotti; род. 29 октября 1960) — итальянский ядерный физик, экс-споуксмен эксперимента ATLAS на Большом адронном коллайдере в ЦЕРН в Швейцарии.
Генеральный директор ЦЕРН (с 2016 года), первая женщина на этом посту.
Членкор Академии деи Линчеи, иностранный член Национальной академии наук США (2015), Французской академии наук (2015), Лондонского королевского общества (2018), Американского философского общества (2019), Российской академии наук (2019).

## Биография
Получила докторскую степень в области экспериментальной субъядерной физики в Миланском университете. Начала работать в ЦЕРН в 1987 году, работала в том числе на экспериментах UA2 и ALEPH (Apparatus for LEP PHysics at CERN) на Большом электрон-позитронном коллайдере, предшественнике БАКа в ЦЕРН. Её диссертация была посвящена анализу данных для эксперимента UA2.
Получила профессиональное музыкальное образование по классу фортепиано в Миланской консерватории.
В 1990 году начала работать в области калориметрии на жидком аргоне на LHC в 1990 году, с 1992 года продолжает эту работу для ATLAS, а также работала в области поиска суперсимметрии на LEP2 с 1996 по 2000 год.
Она также является членом Консультативного комитета Фермилаб, лаборатории физики элементарных частиц в Батавии (штат Иллинойс).
Член Европейской академии (2016).
С 1 января 2016 года занимает пост Генерального директора ЦЕРН (первая в истории женщина на этой должности). Её второй пятилетний срок начнется 1 января 2021 года и продлится до 2025 года. Это первый случай в истории ЦЕРН, когда Генеральный директор назначается на полный повторный срок .

## Награды и отличия
- Премия по фундаментальной физике (2013)
- Enrico Fermi Prize[англ.] Итальянского физического общества (2013)
- Мемориальная лекция Манне Сигбана (2013)
- Медаль Почёта Института Нильса Бора (2013)
- Медаль Вильгельма Экснера (2017)
- Magellanic Premium (2018)
- Премия имени Бруно Понтекорво от Объединённого института ядерных исследований (2019)[13]

Почётный профессор Эдинбургского университета.
Почётный доктор Уппсальского университета (2012), Федеральной политехнической школы Лозанны (2013), канадского Университета Макгилла (2014), норвежского Университета Осло (2014), Эдинбургского университета (2015).
Великий офицер ордена «За заслуги перед Итальянской Республикой» (2012, Командор 2009).